# Еван Спіліотопулос
Еван Спіліотопулос (англ. Evan Spiliotopoulos) — греко-американський сценарист, найвідоміший за написання сценаріїв до фільмів «Геркулес» і «Феї: Загублений Скарб». Він також написав сценарій до фільму «Мисливець і Снігова королева».

## Раннє життя
Спіліотопулос народився в Греції і там закінчив середню школу, згодом переїхав до США, де він пішов в Делаверський університет, щоб отримати ступінь бакалавра з теорії кіно, потім він пішов до Американського університету для ступеня магістра в галузі сценарної майстерності. Після переїзду в Лос-Анджелес 1995 року, його першою роботою в індустрії став телефільм «Випробування вогнем», як стажиста.

## Кар'єра
2014 року Спіліотопулос переписав сценарій для пригодницького фентезійного фільму «Геркулес», спочатку написаного Раяном Дж. Кондалєвим. Бретт Ратнер став режисером фільму, який вийшов на студії Paramount Pictures 25 липня 2014 року.
Спіліотопулос написав сценарій пригодницького фентезійного фільму «Мисливець і Снігова королева» разом з Крейгом Мезіним, який переписав Френк Дарабонт. Седрік Ніколя-Троян зняв фільм, який вийшов на студії Universal Pictures 22 квітня 2016 року.
Спіліотопулос також написав сценарій для романтичного фільму студії Walt Disney Pictures «Красуня і Чудовисько», режисером якого став Білл Кондон. Фільм вийшов 17 березня 2017 року.

### Майбутні та скасовані проєкти
У квітні 2009 року Спіліотопулос повинен був написати сценарій бойовика «Особливо небезпечний 2», сіквела фільму 2008 року «Особливо небезпечний».
У червні 2013 року Universal придбала права на рімейк на японський аніме-фільм 2007 року «Агент Вексилл» і призначила Спіліотопулоса написати сценарій .
У липні 2014 року 20th Century Fox найняла Спіліотопулоса для написання сценарію за романом «Сім чудес» Бена Мезрича. Спіліотопулос переписав сценарій фільму жахів «Віджа: Смертельна гра», але його версія не була використана у фільмі.

## Фільмографія
| Рік  | Назва                                | Ориг. назва                                 | Примітка        |
| ---- | ------------------------------------ | ------------------------------------------- | --------------- |
| 1998 | Легіон                               | Legion                                      | телефільм       |
| 2003 | Книга джунглів 2                     | The Jungle Book 2                           |                 |
| 2004 | Король Лев 3: Хакуна Матата          | The Lion King 1½                            | Direct-to-video |
| 2004 | Три мушкетери: Міккі, Дональд і Гуфі | Mickey, Donald, Goofy: The Three Musketeers | Direct-to-video |
| 2005 | Вінні та Хобоступ                    | Pooh's Heffalump Movie                      |                 |
| 2005 | Тарзан 2                             | Tarzan II                                   | Direct-to-video |
| 2005 | Вінні та Лампі святкують Геловін     | Pooh's Heffalump Halloween Movie            | Direct-to-video |
| 2007 | Попелюшка 3: Злі чари                | Cinderella III: A Twist in Time             | Direct-to-video |
| 2007 | Досягти Терри                        | Battle for Terra                            |                 |
| 2008 | Русалонька: Дитинство Аріель         | The Little Mermaid: Ariel's Beginning       | Direct-to-video |
| 2009 | Феї: Загублений скарб                | Tinker Bell and the Lost Treasure           |                 |
| 2014 | Геркулес                             | Hercules                                    |                 |
| 2016 | Мисливець і Снігова королева         | The Huntsman: Winter's War                  |                 |
| 2017 | Красуня і чудовисько                 | Beauty and the Beast                        |                 |
| 2021 | Нечестивий                           | The Unholy                                  | також режисер   |
| 2023 | Екзорцист Ватикану                   | The Pope's Exorcist                         |                 |